# Antillocladius sooretama
Antillocladius sooretama är en tvåvingeart som beskrevs av Mendes, Andersen och Ole Anton Saether 2004. Antillocladius sooretama ingår i släktet Antillocladius och familjen fjädermyggor. Inga underarter finns listade i Catalogue of Life.